# Gentiana prostrata
Gentiana prostrata är en gentianaväxtart som beskrevs av Thaddeus Peregrinus Haenke. Gentiana prostrata ingår i släktet gentianor, och familjen gentianaväxter. Utöver nominatformen finns också underarten G. p. ludlowii.